# فرانشيسكا شتارك
فرانشيسكا شتارك (بالألمانية: Franziska Stark)‏ هي لاعبة بلياردو أمريكي ‏ ألمانية، ولدت في 4 يوليو 1961.